# Litorinoïdeus
Els litorinoïdeus (Littorinoidea) són una superfamília de gastròpodes del clade Littorinimorpha.

## Taxonomia
Les següents famílies i subfamílies han estat reconegudes a la taxonomia de Bouchet & Rocroi (2005):
- Littorinidae Children, 1834 -
  - Subfamília Littorininae Children, 1834
  - Subfamília Lacuninae Gray, 1857
  - Subfamília Laevilitorininae Reid, 1989
- † Bohaispiridae Youluo, 1978
- Pickworthiidae Iredale, 1917
  - Subfamília Pickworthiinae Iredale, 1917
  - Subfamília Pelycidiinae Ponder & Hall, 1983
  - Subfamília Sherborniinae Iredale, 1917
- Pomatiidae Newton, 1891 (1828)
  - Subfamília Pomatiinae Newton, 1891
  - Subfamília Annulariinae Henderson & Bartsch, 1920
- † Purpurinidae Zittel, 1895
- Skeneopsidae Iredale, 1915
- † Tripartellidae Gründel, 2001
- Zerotulidae Warén & Hain, 1996

(Tàxons extints indicats amb la tipografia, †.)
Famílies convertides en sinònims
- Bembiciidae: sinònim de Lacuninae
- Cyclostomatidae: sinònim de Pomatiidae
- Ericiidae: sinònim de Pomatiidae
- Faxiidae: sinònim de Sherborniinae
- Lacunidae: sinònim de Littorinidae
- Melarhaphidae: sinònim de Littorininae
- Reynellonidae: sinònim de Pickworthiinae
- Risellidae: sinònim de Lacuninae